# Elezione papale del 1099
L'elezione papale del 1099 si svolse in seguito alla morte di papa Urbano II. Dopo aver celebrato un sinodo in Roma nella tarda primavera del 1099, nel quale venne confermato l'anatema contro l'antipapa Clemente III, il pontefice francese si spense il 29 luglio di quell'anno senza aver ricevuto la notizia della conquista di Gerusalemme, ad opera delle forze crociate, avvenuta il 15 luglio. Alcune fonti asseriscono che alcuni giorni prima di morire Urbano II designò il proprio successore nella persona dell'abate di San Lorenzo, il cardinale Raniero di Bleda.

## Elezione
Il 13 agosto 1099 i cardinali riuniti nella Chiesa di San Clemente, alla presenza del basso clero e dei rappresentanti delle autorità cittadine, elessero all'unanimità Raniero di Bleda, cardinale presbitero di S. Clemente ed abate della Basilica di San Lorenzo Fuori le Mura, come successore di Urbano II. Il nuovo papa inizialmente fu restio ad accettare l'incarico, affermando che egli fosse un umile monaco benedettino, distante dai problemi politici, ma dopo le pressioni di alcuni cardinali cambiò idea e accettò l'elezione, prendendo il nome di Pasquale II. Venne quindi portato in processione, tra la folla accorsa, fino alla Basilica del Laterano.
Il giorno dopo fu consacrato vescovo di Roma e incoronato nella Basilica Vaticana dal cardinale vescovo di Ostia, Oddone di Châtillon.

## Cardinali elettori
L'elezione del 1099 è probabilmente l'ultima svolta con le regole della bolla pontificia In nomine Domini. Tuttavia, nonostante solamente i cardinali vescovi avessero il diritto di partecipare all'elezione, è attestata anche la presenza di cardinali presbiteri.

### Presenti in conclave
Si segnalano come presenti in conclave:
| Nome                                   | Paese                | Titolo                                          | Ruolo                                     | Nascita              | Concistoro |
| -------------------------------------- | -------------------- | ----------------------------------------------- | ----------------------------------------- | -------------------- | ---------- |
| Oddone di Chatillon, O.S.B. Clun.      | Regno di Francia     | Cardinale vescovo di Ostia; nipote di Urbano II | Arcidiacono di Reims                      |                      | 1088       |
| Gualtierus                             | Regno d'Inghilterra  | Cardinale vescovo di Albano                     | Legato apostolico nel Regno d'Inghilterra |                      | 1091       |
| Milon                                  | Regno di Francia     | Cardinale vescovo di Palestrina                 | Legato apostolico nel Regno di Francia    |                      | 24/08/1098 |
| Maurizio                               | Stato Pontificio     | Cardinale vescovo di Porto                      |                                           | prima metà XI secolo | 1095       |
| Crescenzio                             | Stato Pontificio     | Cardinale vescovo di Sabina                     |                                           |                      | 1095       |
| Bovo                                   | Stato Pontificio     | Cardinale vescovo di Labico                     |                                           |                      | 1090       |
| Raniero di Bleda, O.S.B. Clun.         | Bleda di Santa Sofia | Cardinale presbitero di San Clemente            | Abate di San Lorenzo fuori le mura        | 1052 ca.             | 1073       |
| Albertus, O.S.B.                       |                      | Cardinale presbitero di Santa Sabina            |                                           |                      | 1070       |
| Oderisio di Montecassino, O.S.B. Cass. | Ducato di Spoleto    | Cardinale presbitero di Sant'Agata in Suburra   | Abate di Montecassino                     | 1030 ca.             | 06/03/1059 |